# Palo Alto, CA

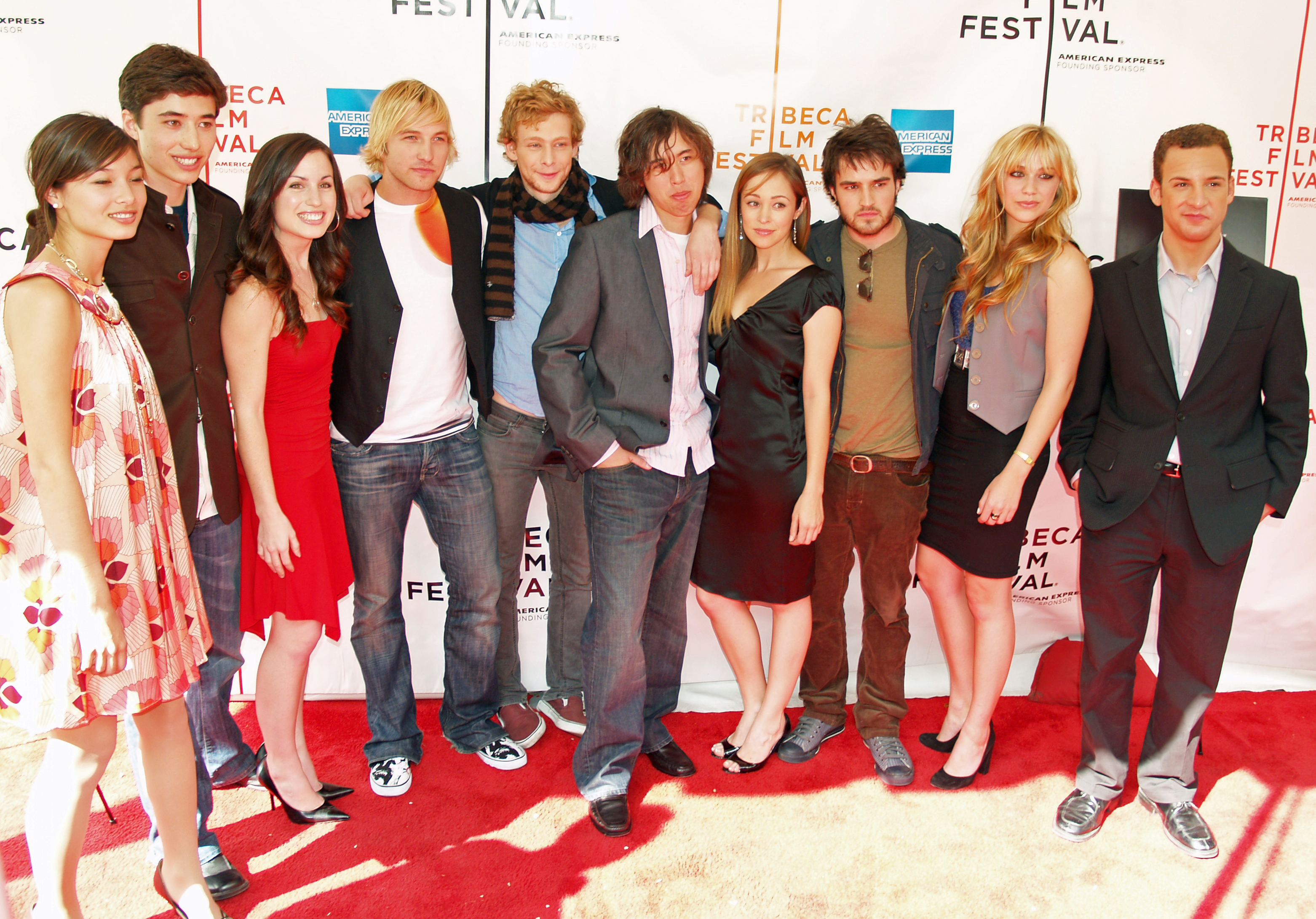

Palo Alto, CA (2007) är en independentfilm som utspelar sig i Palo Alto, Kalifornien och är producerad av tre personer från staden. Filmen handlar om fyra förstaårsstudenter på college under deras sista kväll på Thanksgiving. Deras första tillfälle sedan de började skolan.
I Palo Alto medverkar Aaron Ashmore, Johnny Lewis, Justin Mentell, Autumn Reeser, Ben Savage och Tom Arnold.
| Skådespelare     | Roll              |
| ---------------- | ----------------- |
| Tom Arnold       | Morgan            |
| Aaron Ashmore    | Alec              |
| Eve Brent        | Susan Pierce      |
| Hailey Bright    | Jessica           |
| Shoshana Bush    | Audrey            |
| Christina DeRosa | Ashley Girl 2     |
| Ryan Hansen      | Anthony           |
| Robin Hines      | Becky             |
| Johnny Lewis     | Nolan             |
| Jason McMahon    | Dave "The Stoner" |
| Justin Mentell   | Ryan              |
| Autumn Reeser    | Jaime             |
| Connor Ross      | Andrew            |
| Ben Savage       | Patrick           |
| Rosalie Ward     | Amy               |